# مرحله مقدماتی جام جهانی فوتبال ۲۰۱۸ (کونکاکاف)
مرحله مقدماتی جام جهانی فوتبال ۲۰۱۸ منطقه کونکاکاف با حضور ۳۵ کشور از مارس ۲۰۱۵ تا ۱۰ نوامبر ۲۰۱۷ برگزار شد.

## نحوه انجام بازی‌ها
ابتدا این مسابقات در ۵ مرحله و ۱ مرحله پلی آف انجام شد. بر این اساس از ۳۵ تیم موجود در این منطقه در مرحله اول ۱۴ تیم آخر رده‌بندی فیفا در ماه اوت سال ۲۰۱۴ در این منطقه به مسابقه پرداختند (به صورت رفت و برگشت) مسابقه دادند و ۷ تیم به دروه بعد صعود کردند. درمرحله دوم ۱۳ تیم
بعدی در رده‌بندی با هفت تیم قبلی که صعود کرده‌ بودند، مسابقه دادند که به صورت رفت برگشت باهم مسابقه می‌دادند (۲۰ مسابقه) و ۱۰ تیم به مرحله بعد صعود کردند. بر این اساس این ۱۰ تیم با ۲ تیم بعدی که رده‌بندی رتبه بالاتری داشتند مسابقه دادند و از این مرحله ۶ تیم به مرحله نیمه نهایی صعود کردند. در این مرحله ۶ تیم بود که با ۶ تیم مرحله قبلی که صعود کرده‌ بودند ۴ گروه ۳ تیمی تشکیل شد و از این مرحله از هر گروه ۲ تیم اول صعود کردند. در مرحله آخر و یا آخرین مرحله، ۶ تیم در این گروه باهم مسابقه دادند و سپس ۳ تیم اول صعود کرده و تیم ۴ با تیم برنده پلی اف آسیا مسابقه داد.

## رده‌بندی
| 1. ایالات متحده آمریکا 2. مکزیک 3. کاستاریکا 4. هندوراس 5. پاناما 6. ترینیداد و توباگو | 1. هائیتی 2. جامائیکا | 1. کانادا 2. کوبا 3. گواتمالا 4. پورتوریکو 5. السالوادور 6. سورینام 7. گویان 8. دومینیکن 9. آنتیگوآ و باربودا 10. آروبا 11. سنت لوسیا 12. سنت وینسنت و گرنادین‌ها 13. گرنادا | 1. آنگویلا 2. باهاما 3. برمودا 4. بلیز 5. باربادوس 6. مونتسرات 7. کوراسائو 8. دومینیکا 9. جزایر کیمن 10. نیکاراگوئه 11. سنت کیتس و نویس 12. جزایر تورکس و کایکوس 13. جزایر ویرجین انگلستان 14. جزایر ویرجین ایالات متحده |

## بازی‌های مرحله اول
اطلاعات براساس بازی رفت و برگشت نوشته شده.
| ۲۳ مارس ۲۰۱۵ (۳ فروردین ۱۳۹۴)، ۲۳:۱۵ | باربادوس | ۱-۰ | جزایر ویرجین ایالات متحده | ورزشگاه متالیست تماشاگران: ۳۷٬۴۴۵ داور: نیکولا ریتزولی |
| ۲۳ مارس ۲۰۱۵ (۳ فروردین ۱۳۹۴)، ۲۳:۱۵ |          |     |                           | ورزشگاه متالیست تماشاگران: ۳۷٬۴۴۵ داور: نیکولا ریتزولی |
| ۲۳ مارس ۲۰۱۵ (۳ فروردین ۱۳۹۴)، ۲۳:۱۵ |          |     |                           | ورزشگاه متالیست تماشاگران: ۳۷٬۴۴۵ داور: نیکولا ریتزولی |

| ۲۷ مارس ۲۰۱۵ (۷ فروردین ۱۳۹۴)، ۲۳:۱۵ | باربادوس | ۰-۴ | جزایر ویرجین ایالات متحده |  |
| ۲۷ مارس ۲۰۱۵ (۷ فروردین ۱۳۹۴)، ۲۳:۱۵ |          |     |                           |  |
| ۲۷ مارس ۲۰۱۵ (۷ فروردین ۱۳۹۴)، ۲۳:۱۵ |          |     |                           |  |

| ۲۴ مارس ۲۰۱۵ (۴فروردین۱۳۹۴) | نیکاراگوئه | ۰-۵ | آنگویلا |  |
| ۲۴ مارس ۲۰۱۵ (۴فروردین۱۳۹۴) |            |     |         |  |
| ۲۴ مارس ۲۰۱۵ (۴فروردین۱۳۹۴) |            |     |         |  |

| ۳۰ مارس ۲۰۱۵ (۱۰فروردین۱۳۹۴) | نیکاراگوئه | ۰-۳ | آنگویلا | ورزشگاه ماناگوآ تماشاگران: ۳۱٬۴۴۵ داور: اداردو |
| ۳۰ مارس ۲۰۱۵ (۱۰فروردین۱۳۹۴) |            |     |         | ورزشگاه ماناگوآ تماشاگران: ۳۱٬۴۴۵ داور: اداردو |
| ۳۰ مارس ۲۰۱۵ (۱۰فروردین۱۳۹۴) |            |     |         | ورزشگاه ماناگوآ تماشاگران: ۳۱٬۴۴۵ داور: اداردو |

| ۲۴مارج ۲۰۱۵ (۴فروردین۱۳۹۴) | سنت کیتس و نویس | ۲-۶ | جزایر تورکس و کایکوس | ورزشگاه ریبرو تماشاگران: ۲۸٬۴۱۸ داور: توماس |
| ۲۴مارج ۲۰۱۵ (۴فروردین۱۳۹۴) |                 |     |                      | ورزشگاه ریبرو تماشاگران: ۲۸٬۴۱۸ داور: توماس |
| ۲۴مارج ۲۰۱۵ (۴فروردین۱۳۹۴) |                 |     |                      | ورزشگاه ریبرو تماشاگران: ۲۸٬۴۱۸ داور: توماس |

| ۲۷مارج ۲۰۱۵ (۷فروردین۱۳۹۴) | جزایر تورکس و کایکوس | ۶-۲ | سنت کیتس و نویس | ورزشگاه ریبرو تماشاگران: ۲۸٬۴۱۸ داور: توماس |
| ۲۷مارج ۲۰۱۵ (۷فروردین۱۳۹۴) |                      |     |                 | ورزشگاه ریبرو تماشاگران: ۲۸٬۴۱۸ داور: توماس |
| ۲۷مارج ۲۰۱۵ (۷فروردین۱۳۹۴) |                      |     |                 | ورزشگاه ریبرو تماشاگران: ۲۸٬۴۱۸ داور: توماس |

| ۲۶ مارس ۲۰۱۵ (۶فروردین۱۳۹۴) | باهاما | ۰–۵ | برمودا | ورزشگاه برمودن تماشاگران: ۲۹٬۹۵۲ داور: ادواردو بیرگت |
| ۲۶ مارس ۲۰۱۵ (۶فروردین۱۳۹۴) |        |     |        | ورزشگاه برمودن تماشاگران: ۲۹٬۹۵۲ داور: ادواردو بیرگت |
| ۲۶ مارس ۲۰۱۵ (۶فروردین۱۳۹۴) |        |     |        | ورزشگاه برمودن تماشاگران: ۲۹٬۹۵۲ داور: ادواردو بیرگت |

| ۲۹ مارس ۲۰۱۵ (۹فروردین۱۳۹۴) | برمودا | ۳–۰ | باهاما |  |
| ۲۹ مارس ۲۰۱۵ (۹فروردین۱۳۹۴) |        |     |        |  |
| ۲۹ مارس ۲۰۱۵ (۹فروردین۱۳۹۴) |        |     |        |  |

| ۲۶مارس ۲۰۱۵ (۶ فروردین ۱۳۹۴) | بلیز | ۰–۰ | جزایر کیمن | ورزشگاه ویرجینه تماشاگران: ۱۸٫۵۹۸ داور: انسالمدرو |
| ۲۶مارس ۲۰۱۵ (۶ فروردین ۱۳۹۴) |      |     |            | ورزشگاه ویرجینه تماشاگران: ۱۸٫۵۹۸ داور: انسالمدرو |
| ۲۶مارس ۲۰۱۵ (۶ فروردین ۱۳۹۴) |      |     |            | ورزشگاه ویرجینه تماشاگران: ۱۸٫۵۹۸ داور: انسالمدرو |

| ۲۶مارس ۲۰۱۵ (۶ فروردین ۱۳۹۴) | جزایر کیمن | ۱ - ۱ | بلیز |  |
| ۲۶مارس ۲۰۱۵ (۶ فروردین ۱۳۹۴) |            |       |      |  |
| ۲۶مارس ۲۰۱۵ (۶ فروردین ۱۳۹۴) |            |       |      |  |

| 28 مارس 2015 (8فروردین1394) | کوراسائو | ۲–۱ | مونتسرات | ورزشگاه مونته اسراو تماشاگران: ۱۳٫۹۸۷ داور: امرو ارسلویلب |
| 28 مارس 2015 (8فروردین1394) |          |     |          | ورزشگاه مونته اسراو تماشاگران: ۱۳٫۹۸۷ داور: امرو ارسلویلب |
| 28 مارس 2015 (8فروردین1394) |          |     |          | ورزشگاه مونته اسراو تماشاگران: ۱۳٫۹۸۷ داور: امرو ارسلویلب |

| ۱ آپریل ۲۰۱۵ (۱۲ فروردین ۱۳۹۴) | مونتسرات | ۲ - ۲ | کوراسائو |  |
| ۱ آپریل ۲۰۱۵ (۱۲ فروردین ۱۳۹۴) |          |       |          |  |
| ۱ آپریل ۲۰۱۵ (۱۲ فروردین ۱۳۹۴) |          |       |          |  |

| ۲۷ مارس ۲۰۱۵ (۷ فروردین ۱۳۹۴) | جزایر ویرجین انگلستان | ۲ - ۳ | دومینیکا | ورزشگاه روسو تماشاگران: ۱۱٫۹۸۸ داور: اشلو مارکا |
| ۲۷ مارس ۲۰۱۵ (۷ فروردین ۱۳۹۴) |                       |       |          | ورزشگاه روسو تماشاگران: ۱۱٫۹۸۸ داور: اشلو مارکا |
| ۲۷ مارس ۲۰۱۵ (۷ فروردین ۱۳۹۴) |                       |       |          | ورزشگاه روسو تماشاگران: ۱۱٫۹۸۸ داور: اشلو مارکا |

| ۳۰ مارس ۲۰۱۵ (۱۰ فروردین ۱۳۹۴) | دومینیکا | ۰ - ۰ | جزایر ویرجین انگلستان | ورزشگاه روسو تماشاگران: ۱۱٫۹۸۸ داور: اشلو مارکا |
| ۳۰ مارس ۲۰۱۵ (۱۰ فروردین ۱۳۹۴) |          |       |                       | ورزشگاه روسو تماشاگران: ۱۱٫۹۸۸ داور: اشلو مارکا |
| ۳۰ مارس ۲۰۱۵ (۱۰ فروردین ۱۳۹۴) |          |       |                       | ورزشگاه روسو تماشاگران: ۱۱٫۹۸۸ داور: اشلو مارکا |

تیم‌های صعود کرده به مرحله بعد از این مرحله:
1. باربادوس
2. نیکاراگوئه
3. سنت کیتس و نویس
4. برمودا
5. بلیز
6. کوراسائو
7. دومینیکا

## بازی‌های مرحله دوم
اطلاعات بازی‌ها بر اساس مجموع نتایج دور رفت و برگشت نوشته شده است
| بازی رفت (۸ ژوئن ۲۰۱۵) بازی برگشت(۱۷ ژوئن ۲۰۱۵) | نیکاراگوئه | ۳ - ۲ | سورینام | ورزشگاه پارامیبرو تماشاگران: ۲۸٫۴۵۹ داور: سورانورداکار |
| بازی رفت (۸ ژوئن ۲۰۱۵) بازی برگشت(۱۷ ژوئن ۲۰۱۵) |            |       |         | ورزشگاه پارامیبرو تماشاگران: ۲۸٫۴۵۹ داور: سورانورداکار |
| بازی رفت (۸ ژوئن ۲۰۱۵) بازی برگشت(۱۷ ژوئن ۲۰۱۵) |            |       |         | ورزشگاه پارامیبرو تماشاگران: ۲۸٫۴۵۹ داور: سورانورداکار |

| بازی رفت(۱۱ژوئن۲۰۱۵) بازی برگشت(۱۵ژوئن۲۰۱۵) | گویان | ۶ - ۶ | سنت وینسنت و گرنادین‌ها | ورزشگاه ارنوس واله تماشاگران: ۱۴٫۹۲۷ داور: استیفان میخائیل |
| بازی رفت(۱۱ژوئن۲۰۱۵) بازی برگشت(۱۵ژوئن۲۰۱۵) |       |       |                        | ورزشگاه ارنوس واله تماشاگران: ۱۴٫۹۲۷ داور: استیفان میخائیل |
| بازی رفت(۱۱ژوئن۲۰۱۵) بازی برگشت(۱۵ژوئن۲۰۱۵) |       |       |                        | ورزشگاه ارنوس واله تماشاگران: ۱۴٫۹۲۷ داور: استیفان میخائیل |

سنت وینسنت و گرانادین ها بر اساس گل زده در خانه حریف ، صعود کرد
| بازی رفت(۱۱ژوئن۲۰۱۵) بازی برگشت(۱۵ژوئن۲۰۱۵) | سنت لوسیا | ۴–۵ | آنتیگوآ و باربودا | ورزشگاه سر ویویان ریچاردز تماشاگران: ۱۱٫۹۲۷ داور: هاوارد تام |
| بازی رفت(۱۱ژوئن۲۰۱۵) بازی برگشت(۱۵ژوئن۲۰۱۵) |           |     |                   | ورزشگاه سر ویویان ریچاردز تماشاگران: ۱۱٫۹۲۷ داور: هاوارد تام |
| بازی رفت(۱۱ژوئن۲۰۱۵) بازی برگشت(۱۵ژوئن۲۰۱۵) |           |     |                   | ورزشگاه سر ویویان ریچاردز تماشاگران: ۱۱٫۹۲۷ داور: هاوارد تام |

| بازی رفت(۱۱ژوئن۲۰۱۵) بازی برگشت(۱۵ژوئن۲۰۱۵) | باربادوس | ۲–۳ | آروبا | ورزشگاه ترنیداد تماشاگران: ۸٫۹۲۷ داور: اسپیکال شمیسل |
| بازی رفت(۱۱ژوئن۲۰۱۵) بازی برگشت(۱۵ژوئن۲۰۱۵) |          |     |       | ورزشگاه ترنیداد تماشاگران: ۸٫۹۲۷ داور: اسپیکال شمیسل |
| بازی رفت(۱۱ژوئن۲۰۱۵) بازی برگشت(۱۵ژوئن۲۰۱۵) |          |     |       | ورزشگاه ترنیداد تماشاگران: ۸٫۹۲۷ داور: اسپیکال شمیسل |

| بازی رفت(۱۱ژوئن۲۰۱۵) بازی برگشت(۱۵ژوئن۲۰۱۵) | کوبا | ۱-۱ | کوراسائو | ورزشگاه ترنیداد تماشاگران: ۱۳٫۴۵۶ داور: شینراوس |
| بازی رفت(۱۱ژوئن۲۰۱۵) بازی برگشت(۱۵ژوئن۲۰۱۵) |      |     |          | ورزشگاه ترنیداد تماشاگران: ۱۳٫۴۵۶ داور: شینراوس |
| بازی رفت(۱۱ژوئن۲۰۱۵) بازی برگشت(۱۵ژوئن۲۰۱۵) |      |     |          | ورزشگاه ترنیداد تماشاگران: ۱۳٫۴۵۶ داور: شینراوس |

کوراسائو بر اساس گل زده در خانه حریف ، صعود کرد
| بازی رفت(۱۲ژوئن۲۰۱۵) بازی برگشت(۱۵ژوئن۲۰۱۵) | دومینیکن | ۱ - ۵ | بلیز | ورزشگاه پرانسکا تماشاگران: ۱۳٫۴۵۶ داور: اشلو مارکا |
| بازی رفت(۱۲ژوئن۲۰۱۵) بازی برگشت(۱۵ژوئن۲۰۱۵) |          |       |      | ورزشگاه پرانسکا تماشاگران: ۱۳٫۴۵۶ داور: اشلو مارکا |
| بازی رفت(۱۲ژوئن۲۰۱۵) بازی برگشت(۱۵ژوئن۲۰۱۵) |          |       |      | ورزشگاه پرانسکا تماشاگران: ۱۳٫۴۵۶ داور: اشلو مارکا |

| بازی رفت(۱۲ژوئن۲۰۱۵) بازی برگشت(۱۷ژوئن۲۰۱۵) | دومینیکا | ۰ -۶ | کانادا | ورزشگاه پرانس کا تماشاگران: ۲۹٫۱۲۳ داور: انسالمادور |
| بازی رفت(۱۲ژوئن۲۰۱۵) بازی برگشت(۱۷ژوئن۲۰۱۵) |          |      |        | ورزشگاه پرانس کا تماشاگران: ۲۹٫۱۲۳ داور: انسالمادور |
| بازی رفت(۱۲ژوئن۲۰۱۵) بازی برگشت(۱۷ژوئن۲۰۱۵) |          |      |        | ورزشگاه پرانس کا تماشاگران: ۲۹٫۱۲۳ داور: انسالمادور |

| بازی رفت(۱۲ژوئن۲۰۱۵) بازی برگشت(۱۷ژوئن۲۰۱۵) | سنت کیتس و نویس | ۳–۶ | السالوادور | ورزشگاه کوش کاتلن تماشاگران: ۵٫۳۵۷ داور: نیکولا ریتزولی |
| بازی رفت(۱۲ژوئن۲۰۱۵) بازی برگشت(۱۷ژوئن۲۰۱۵) |                 |     |            | ورزشگاه کوش کاتلن تماشاگران: ۵٫۳۵۷ داور: نیکولا ریتزولی |
| بازی رفت(۱۲ژوئن۲۰۱۵) بازی برگشت(۱۷ژوئن۲۰۱۵) |                 |     |            | ورزشگاه کوش کاتلن تماشاگران: ۵٫۳۵۷ داور: نیکولا ریتزولی |

| بازی رفت(۱۳ژوئن۲۰۱۵) بازی برگشت(۱۷ژوئن۲۰۱۵) | پورتوریکو | ۱ - ۲ | گرنادا | ورزشگاه کوش کاتلن تماشاگران: ۱۳٫۹۶۹ داور: اسپیکا |
| بازی رفت(۱۳ژوئن۲۰۱۵) بازی برگشت(۱۷ژوئن۲۰۱۵) |           |       |        | ورزشگاه کوش کاتلن تماشاگران: ۱۳٫۹۶۹ داور: اسپیکا |
| بازی رفت(۱۳ژوئن۲۰۱۵) بازی برگشت(۱۷ژوئن۲۰۱۵) |           |       |        | ورزشگاه کوش کاتلن تماشاگران: ۱۳٫۹۶۹ داور: اسپیکا |

| بازی رفت(۱۳ژوئن۲۰۱۵) بازی برگشت(۱۶ژوئن۲۰۱۵) | گواتمالا | ۱ - ۰ | برمودا | ورزشگاه خوان رامول تماشاگران: ۲۴٫۰۰۰ داور: فیدرو مانردا |
| بازی رفت(۱۳ژوئن۲۰۱۵) بازی برگشت(۱۶ژوئن۲۰۱۵) |          |       |        | ورزشگاه خوان رامول تماشاگران: ۲۴٫۰۰۰ داور: فیدرو مانردا |
| بازی رفت(۱۳ژوئن۲۰۱۵) بازی برگشت(۱۶ژوئن۲۰۱۵) |          |       |        | ورزشگاه خوان رامول تماشاگران: ۲۴٫۰۰۰ داور: فیدرو مانردا |

تیم‌های صعود کرده به مرحله بعد از این مرحله:
1. نیکاراگوئه
2. سنت وینسنت و گرنادین‌ها
3. آنتیگوآ و باربودا
4. آروبا
5. کوراسائو
6. بلیز
7. کانادا
8. السالوادور
9. گرنادا
10. گواتمالا

## بازی‌های مرحله سوم
اطلاعات بازی بر اساس مجموع نتایج دور رفت و برگشت درج شده است .
| بازی رفت(۵سپتامبر۲۰۱۵) بازی برگشت(۹سپتامبر۲۰۱۵) | کوراسائو | ۰ - ۲ | السالوادور | ورزشگاه کوش کاتلن تماشاگران: ۱۳٫۹۶۹ داور: اسپیکا |
| بازی رفت(۵سپتامبر۲۰۱۵) بازی برگشت(۹سپتامبر۲۰۱۵) |          |       |            | ورزشگاه کوش کاتلن تماشاگران: ۱۳٫۹۶۹ داور: اسپیکا |
| بازی رفت(۵سپتامبر۲۰۱۵) بازی برگشت(۹سپتامبر۲۰۱۵) |          |       |            | ورزشگاه کوش کاتلن تماشاگران: ۱۳٫۹۶۹ داور: اسپیکا |

| بازی رفت(۵سپتامبر۲۰۱۵) بازی برگشت(۹سپتامبر۲۰۱۵) | کانادا | ۴ - ۱ | بلیز | ورزشگاه هاتو ساکر تماشاگران: ۱۸٫۹۶۹ داور: نیکولا روتزلی |
| بازی رفت(۵سپتامبر۲۰۱۵) بازی برگشت(۹سپتامبر۲۰۱۵) |        |       |      | ورزشگاه هاتو ساکر تماشاگران: ۱۸٫۹۶۹ داور: نیکولا روتزلی |
| بازی رفت(۵سپتامبر۲۰۱۵) بازی برگشت(۹سپتامبر۲۰۱۵) |        |       |      | ورزشگاه هاتو ساکر تماشاگران: ۱۸٫۹۶۹ داور: نیکولا روتزلی |

| بازی رفت(۵سپتامبر۲۰۱۵) بازی برگشت(۹سپتامبر۲۰۱۵) | هائیتی | ۱-۶ | گرنادا | ورزشگاه گرنادا تماشاگران: ۳۱٫۹۵۸ داور: هاوارد تام |
| بازی رفت(۵سپتامبر۲۰۱۵) بازی برگشت(۹سپتامبر۲۰۱۵) |        |     |        | ورزشگاه گرنادا تماشاگران: ۳۱٫۹۵۸ داور: هاوارد تام |
| بازی رفت(۵سپتامبر۲۰۱۵) بازی برگشت(۹سپتامبر۲۰۱۵) |        |     |        | ورزشگاه گرنادا تماشاگران: ۳۱٫۹۵۸ داور: هاوارد تام |

| بازی رفت(۵سپتامبر۲۰۱۵) بازی برگشت(۹سپتامبر۲۰۱۵) | نیکاراگوئه | ۴-۳ | جامائیکا | ورزشگاه جامین تماشاگران: ۱٫۹۵۸ داور: اشمایلر |
| بازی رفت(۵سپتامبر۲۰۱۵) بازی برگشت(۹سپتامبر۲۰۱۵) |            |     |          | ورزشگاه جامین تماشاگران: ۱٫۹۵۸ داور: اشمایلر |
| بازی رفت(۵سپتامبر۲۰۱۵) بازی برگشت(۹سپتامبر۲۰۱۵) |            |     |          | ورزشگاه جامین تماشاگران: ۱٫۹۵۸ داور: اشمایلر |

| بازی رفت(۵سپتامبر۲۰۱۵) بازی برگشت(۹سپتامبر۲۰۱۵) | آروبا | ۳-۲ | سنت وینسنت و گرنادین‌ها | ورزشگاه آرنوس واله تماشاگران: ۱۵٫۹۵۸ داور: پیتر وب |
| بازی رفت(۵سپتامبر۲۰۱۵) بازی برگشت(۹سپتامبر۲۰۱۵) |       |     |                        | ورزشگاه آرنوس واله تماشاگران: ۱۵٫۹۵۸ داور: پیتر وب |
| بازی رفت(۵سپتامبر۲۰۱۵) بازی برگشت(۹سپتامبر۲۰۱۵) |       |     |                        | ورزشگاه آرنوس واله تماشاگران: ۱۵٫۹۵۸ داور: پیتر وب |

| بازی رفت(۵سپتامبر۲۰۱۵) بازی برگشت(۹سپتامبر۲۰۱۵) | گواتمالا | ۱-۲ | آنتیگوآ و باربودا | ورزشگاه فلورس تماشاگران: ۱۱٫۹۵۸ داور: کمتائر |
| بازی رفت(۵سپتامبر۲۰۱۵) بازی برگشت(۹سپتامبر۲۰۱۵) |          |     |                   | ورزشگاه فلورس تماشاگران: ۱۱٫۹۵۸ داور: کمتائر |
| بازی رفت(۵سپتامبر۲۰۱۵) بازی برگشت(۹سپتامبر۲۰۱۵) |          |     |                   | ورزشگاه فلورس تماشاگران: ۱۱٫۹۵۸ داور: کمتائر |

## مرحله چهارم
در این مرحله شش تیم صعود کرده از دوره قبل به همراه شش تیم نخست در رتبه‌بندی فیفا در این قاره، در بین تاریخ‌های نوامبر ۲۰۱۶ تا اکتبر ۲۰۱۷ به صورت رفت و برگشت مسابقه می‌دهند و تیم اول و دوم هر گروه به مرحله پنجم و پایانی مقدماتی جام جهانی این منطقه صعود خواهند کرد.

### گروه A
| تیم        | بازی | برد | مساوی | باخت | گل زده | گل خورده | امتیاز |
| ---------- | ---- | --- | ----- | ---- | ------ | -------- | ------ |
| مکزیک      | ۶    | ۵   | ۱     | ۰    | ۱۳     | ۱        | ۱۶     |
| هندوراس    | ۶    | ۲   | ۲     | ۲    | ۶      | ۶        | ۸      |
| کانادا     | ۶    | ۲   | ۱     | ۳    | ۵      | ۸        | ۷      |
| السالوادور | ۶    | ۰   | ۲     | ۴    | ۴      | ۱۳       | ۲      |

### گروه B
| تیم       | بازی | برد | مساوی | باخت | گل زده | گل خورده | امتیاز |
| --------- | ---- | --- | ----- | ---- | ------ | -------- | ------ |
| کاستاریکا | ۶    | ۵   | ۱     | ۰    | ۱۱     | ۳        | ۱۶     |
| پاناما    | ۶    | ۳   | ۱     | ۲    | ۷      | ۵        | ۱۰     |
| هائیتی    | ۶    | ۱   | ۱     | ۴    | ۲      | ۴        | ۴      |
| جامائیکا  | ۶    | ۱   | ۱     | ۴    | ۲      | ۱۰       | ۴      |

### گروه C
| تیم                    | بازی | برد | مساوی | باخت | گل زده | گل خورده | امتیاز |
| ---------------------- | ---- | --- | ----- | ---- | ------ | -------- | ------ |
| ایالات متحده آمریکا    | ۶    | ۴   | ۱     | ۱    | ۲۰     | ۳        | ۱۳     |
| ترینیداد و توباگو      | ۶    | ۳   | ۲     | ۱    | ۱۳     | ۹        | ۱۱     |
| گواتمالا               | ۶    | ۳   | ۱     | ۲    | ۱۸     | ۱۱       | ۱۰     |
| سنت وینسنت و گرنادین‌ها | ۶    | ۰   | ۰     | ۶    | ۶      | ۳۴       | ۰      |

## مرحله پنجم
در این مرحله ۶ تیم برتر مرحلهٔ قبلی در یک گروه به رقابت می‌پردازند و ۳ تیم نخست گروه به صورت مستقیم به جام جهانی صعود خواهند کرد و تیم چهارم نیز به مصاف برنده مرحلهٔ چهارم (پلی-آف) منطقه آسیا خواهد رفت تا در آن مسابقه وضعیت یک سهمیه نصفهٔ هر دو منطقه مشخص شود. این بازی‌ها در نوامبر ۲۰۱۷ شروع می‌شود و مسابقات به صورت رفت و برگشتی خواهد بود.
| رتبه | تیم                 | بازی | ب | م | ش | گ.ز. | گ.خ. | ت.گ. | امتیاز | دستاورد                |
| ---- | ------------------- | ---- | - | - | - | ---- | ---- | ---- | ------ | ---------------------- |
| ۱    | مکزیک               | ۱۰   | ۶ | ۳ | ۱ | ۱۶   | ۷    | ۹+   | ۲۱     | صعود به جام جهانی ۲۰۱۸ |
| ۲    | کاستاریکا           | ۱۰   | ۴ | ۴ | ۲ | ۱۴   | ۸    | ۶+   | ۱۶     | صعود به جام جهانی ۲۰۱۸ |
| ۳    | پاناما              | ۱۰   | ۳ | ۴ | ۳ | ۹    | ۱۰   | ۱-   | ۱۳     | صعود به جام جهانی ۲۰۱۸ |
| ۴    | هندوراس             | ۱۰   | ۳ | ۴ | ۳ | ۱۳   | ۱۹   | ۶-   | ۱۳     | صعود به مرحله انتخابی  |
| ۵    | ایالات متحده آمریکا | ۱۰   | ۳ | ۳ | ۴ | ۱۷   | ۱۳   | ۴+   | ۱۲     |                        |
| ۶    | ترینیداد و توباگو   | ۱۰   | ۲ | ۰ | ۸ | ۷    | ۱۹   | ۱۲-  | ۶      |                        |

| مکزیک | کاستاریکا | پاناما | هندوراس | ایالات متحده آمریکا | ترینیداد و توباگو |
| ----- | --------- | ------ | ------- | ------------------- | ----------------- |
| —     | ۲–۰       | ۱–۰    | ۳–۰     | ۱–۱                 | ۳–۱               |
| ۱-۱   | —         | ۰-۰    | ۱–۱     | ۴–۰                 | ۱-۲               |
| ۰-۰   | ۲–۱       | —      | ۲–۲     | ۱–۱                 | ۳–۰               |
| ۳–۲   | ۱–۱       | ۰–۱    | —       | ۱–۱                 | ۳–۱               |
| ۱–۲   | ۰–۲       | ۴–۰    | ۰-۶     | —                   | ۲–۰               |
| ۰–۱   | ۰–۲       | ۱–۰    | ۱–۲     | ۲–۱                 | —                 |

## پلی-آف بین کنفدراسیون‌ها
| تیم ۱   | نتیجه‌نهایی | تیم ۲    | بازی رفت      | بازی برگشت     |
| ------- | ---------- | -------- | ------------- | -------------- |
| هندوراس | 3-1        | استرالیا | ۶ نوامبر ۲۰۱۷ | ۱۴ نوامبر ۲۰۱۷ |

## تیم‌های راه‌یافته
در زیر، لیست تیم‌های راه‌یافته به مرحله نهایی تورنمنت از طرف کونکاکاف را مشاهده می‌کنید.
| تیم       | نحوه صعود          | تاریخ صعود     | حضورهای پیشین در مرحله نهایی تورنمنت۱                                                         |
| --------- | ------------------ | -------------- | --------------------------------------------------------------------------------------------- |
| مکزیک     | تیم اول مرحله پنجم | ۱ سپتامبر ۲۰۱۷ | ۱۵ (۱۹۳۰، ۱۹۵۰، ۱۹۵۴، ۱۹۵۸، ۱۹۶۲، ۱۹۶۶، ۱۹۷۰، ۱۹۷۸، ۱۹۸۶، ۱۹۹۴، ۱۹۹۸، ۲۰۰۲، ۲۰۰۶، ۲۰۱۰، ۲۰۱۴) |
| کاستاریکا | تیم دوم مرحله پنجم | ۷ اکتبر ۲۰۱۷   | ۴ (۱۹۹۰، ۲۰۰۲، ۲۰۰۶، ۲۰۱۴)                                                                    |
| پاناما    | تیم سوم مرحله پنجم | ۱۰ اکتبر ۲۰۱۷  | ۰ (نخستین)                                                                                    |

۱ پررنگ نمایانگر قهرمانی در آن دوره می‌باشد. مورب نمایانگر میزبان بودن در آن دوره می‌باشد.